# Jiang Qing

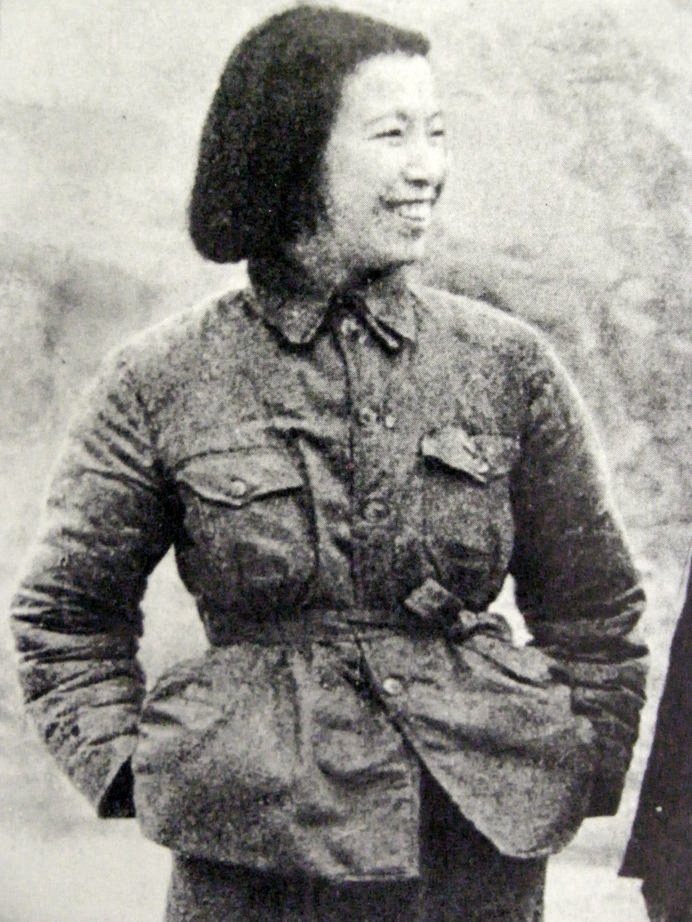
Jiang Qing. Bilden förmodas vara tagen i Yan'an vintern 1940–1941.

Jiang Qing (kinesiska: 江青?, pinyin: Jiāng Qīng), född i mars 1914 i Zhucheng, Shandong, död 14 maj 1991 i Peking, var en kinesisk kommunistisk politiker och Mao Zedongs hustru från 1939 till hans död 1976. Hon är främst känd för att ha spelat en ledande som makthavare i De fyras gäng under kulturrevolutionen mellan 1966 och 1976. Efter sin makes död blev hon känd som Maos änka, och liksom de övriga i De fyras gäng fängslades hon av de nya makthavarna.

## Biografi
Jiang Qing var dotter till den välbärgade snickaren Li Dewen. Hennes mor var hennes fars konkubin, men hennes namn är okänt. Föräldrarna separerade när hon var barn. Hon och hennes mor bosatte sig 1926 i Tianjin, där hon en tid arbetade i en cigarettfabrik. 
Jiang Qing föddes som Li Shumeng (kinesiska: 李淑蒙?, pinyin: Lǐ Shūméng), men bytte namn, först under skoltiden till Li Yunhe (kinesiska: 李云鹤?, pinyin: Lǐ Yúnhè), och senare till Lan Ping (kinesiska: 蓝苹?, pinyin: Lán Píng) under sin karriär som teater- och filmskådespelerska i Shanghai.

### Skådespelare
Hon började studera dramatik i Ji'nan vid femton års ålder 1929, flyttade 1931 till Qingdao och skulle komma att turnera på den kinesiska landsbygden med The Seaside Drama Society.
1935 blev hon erbjuden rollen som Nora i en uppsättning av Henrik Ibsens Et Dukkehjem i Shanghai, mot Zhao Dans Torvald Helmer. Pjäsen fick gott mottagande och Jiang Qing skrev själv om sina erfarenheter och sitt djupa engagemang i rollen i essän Cong Nuola dao ”Da leiyu” (1937). Hon spelade även huvudrollen i Aleksandr Ostrovskijs Ovädret 1937. Som filmskådespelerska gjorde Jiang Qing ett antal mindre roller, exempelvis i Bloodshed on Wolf Mountain (kinesiska: 狼山喋血记?, pinyin: Láng shān dié xuě jì) (1936) och Scenes of City Life (kinesiska: 都市风光?, pinyin: Dūshì fēnguāng) (1935). Sin enda filmhuvudroll gjorde hon 1937, som lidande hustru till den olycksförföljde Wang Laowu (kinesiska: 王老五?, pinyin: Wáng Lǎowǔ) i filmen med samma namn, regisserad av Cai Chusheng (kinesiska: 蔡楚生?, pinyin: Cài Chǔshēng).

### Politisk karriär
Hon gick enligt vissa källor med i Kinas kommunistiska parti 1933, och återupptogs efter att ha lämnat Shanghai för Yan'an 1937.  Hon gifte sig med Mao Zedong i 28 november 1938. Giftermålet ogillades av partiet på grund av åldersskillnaden, på grund av hennes tidigare "borgerliga" liv som filmskådespelare, och av hänsyn till Maos dåvarande hustru He Zizhen, men partiet gick med på saken i utbyte mot Jiang Qings löfte att avstå från politik under en period av tjugo år. Paret fick en dotter. Jiang Qing fungerade som Maos privatsekreterare. 
Hennes make blev Kinas ledare 1949, och Jiang Qing utnämndes till överhuvud för partiets propagandagrupps med ansvar för filmindustrin. Hon använde sin ställning för att med makens stöd lägga en censur som rensade filmindustrin på allt utom politisk propaganda. 
Hennes mest framträdande tid som politiker var under kulturrevolutionen mellan 1966 och 1976. Hon fungerade som Maos talesperson under de tidiga stadierna av kulturrevolutionen. 1966 utnämndes hon till vice direktör för kulturrevolutionen. Hon blev en dominerande medlem av "De fyras gäng", som i praktiken kom att kontrollera Kina under Maos sista år vid makten. De fyras gäng kontrollerade de flesta av Kinas politiska institutioner, inklusive media och propaganda. Hon samarbetade med Lin Biao för att föra fram Maos version av kommunism och personkult. Hon tog kontroll över film och konst, och använde dessa områden för att grunda sin egen personkult. I propagandan utmålades hon som "Den proletära revolutionens fanbärare". 1969 blev Jiang Qing den första kvinna som valdes in i politbyrån. 
Jiang Qings makt och legitimitet utgick dock från hennes ställning som Maos hustru, vilket gjorde hennes ställning sårbar, samtidigt som den skapade konflikter med att hon hamnade i konflikt med de övriga maktpersonerna i partiet. Det fanns ett stort motstånd mot henne och hennes maktställning inom partiet, men eftersom hon var Maos hustru ansågs hon oberörbar så länge han levde. Hon ska ha använt sin maktställning under kulturrevolutionen för att hämnas på personliga fiender. 

### Rättegång och död
I september 1976 avled Mao, och i oktober greps hon och hennes allierade ur De fyras gäng av partifraktionen under Hua Guofeng anklagad för att ha planerat en kupp. De fyras gäng fördömdes som kontrarevolutionärer och pekades ut som ansvariga för kulturrevolutionens kaos och övergrepp. Hon dömdes till döden, men straffet omvandlades 1983 till livstids fängelse. De kinesiska myndigheterna förklarade hennes död i fängelset i maj 1991 med att hon hade begått självmord genom hängning.

## Galleri

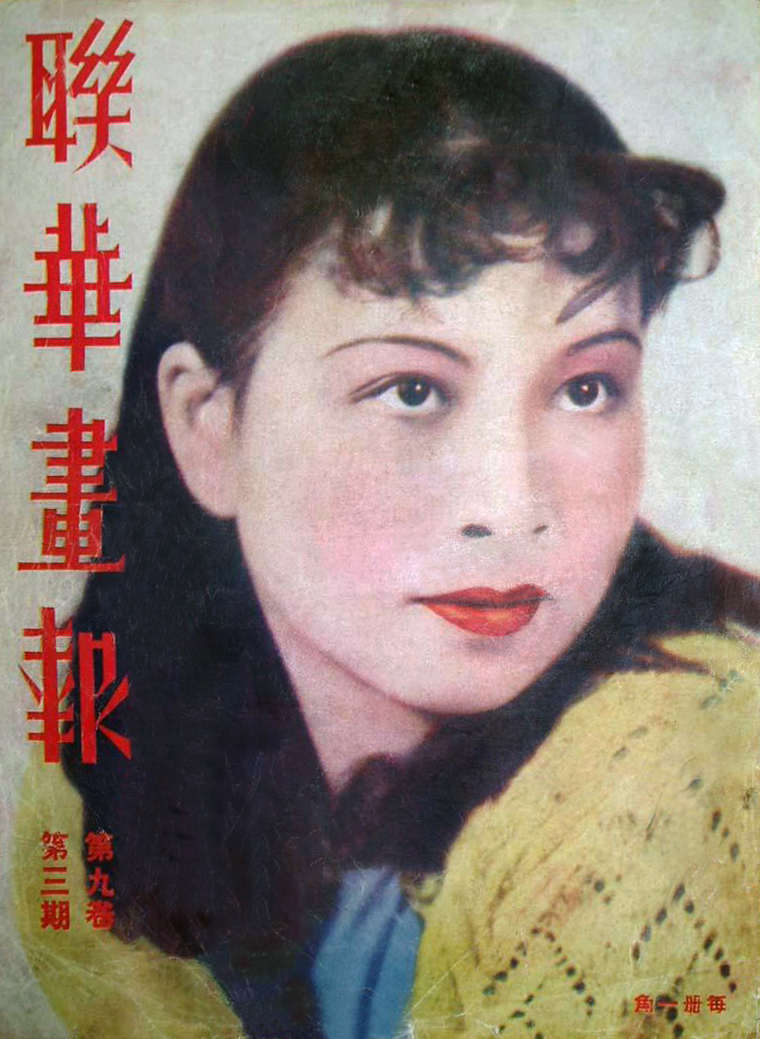
Jiang Qing 6
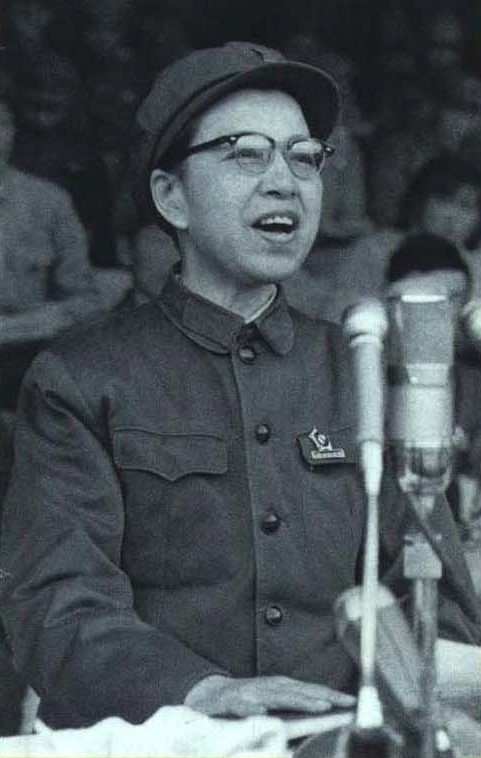
1967-07 1967年4月20日北京市革命委员会成立 江青.

## Fotnoter
1. ↑  Find a Grave, Find A Grave-ID: 50897770, läs onlineläs online.[källa från Wikidata]
2. ↑  läs online, Encyclopædia Britannica .[källa från Wikidata]
3. ↑  läs online, The Guardian .[källa från Wikidata]
4. ↑  Philip Short, Mao: A Life, Hodder & Stoughton, 1999, s. 637, ISBN 978-0-340-60624-7.[källa från Wikidata]
5. 1 2  Archive of Fine Arts, abART person-ID: 110365, läst: 1 april 2021.[källa från Wikidata]
6. ↑  The New Encyclopedia Brittanica, volym 6, 1994.
7. ↑  Witke, Roxane. Comrade Chiang Ch’ing, 1977, s. 55-57
8. ↑  Wang Suping. Ta hai mei jiao Jiang Qing de shihou, 1993, s. 168-171
9. ↑  Jiang, Qing. Cong Nuola dao Da leiyu, i Sirenbang ziliao huiji.
10. ↑    Zhu, Zhongli. Nühuangmen: Jiang Qing waizhuan, 1988.
11. ↑  Witke, s. 63
12. ↑  Ye, Yonglie. Lan Ping waichuan, 1988, s. 91